# Paolo di Giovanni Fei
Paolo di Giovanni Fei (Sienne, 1345 - 1411) est un peintre italien de l'école siennoise dans la tradition de  Simone Martini et de Lippo Memmi, dont le maître est probablement Bartolo di Fredi.

## Biographie
En  1369, Paolo di Giovanni Fei est noté membre du conseil général de la république de Sienne.
Il est notamment spécialisé dans la réalisation d'autels de dimensions limitées, pouvant être transportés.
Il a été le maître de Sassetta.

## Œuvres
- Madonna con il Bambino, Pinacoteca di Brera à Milan
- Annunciazione, tempera sur toilea, Museo Civico di Arte Antica Medievale e Moderna « Amedeo Lia » La Spezia
- Presentazione della Vergine al tempio, National Gallery of Art, Washington
- Madonna con Bambino (1370) Opera del Duomo di Siena
- Polyptyque de La Trinità e i Santi Giovanni Battista, Gennaro, Caterina e Niccolò Pellegrino au Duomo de Naples

## Galerie

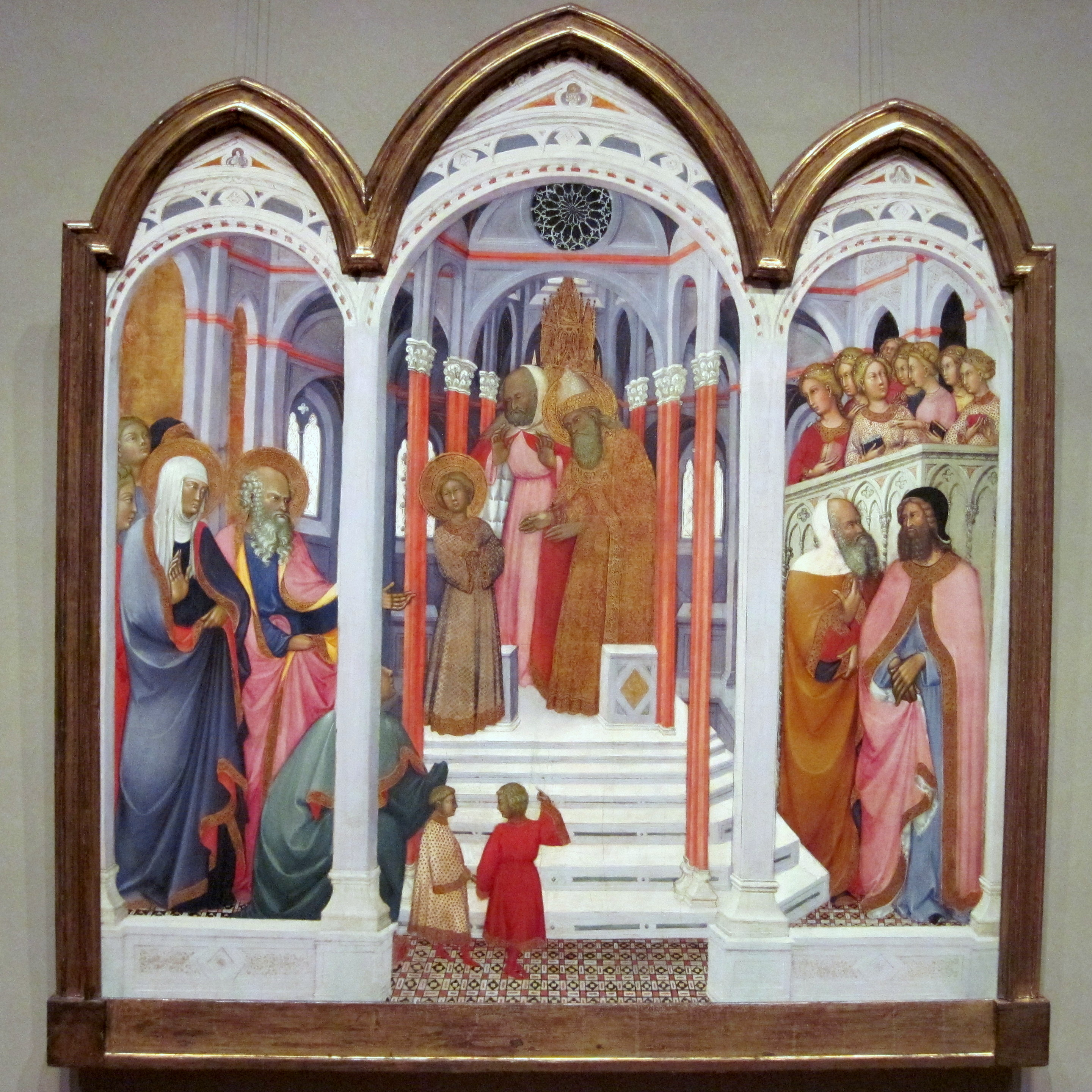
Présentation de la Vierge au Temple (v. 1400), National Gallery of Art, Washington, DC, USA.
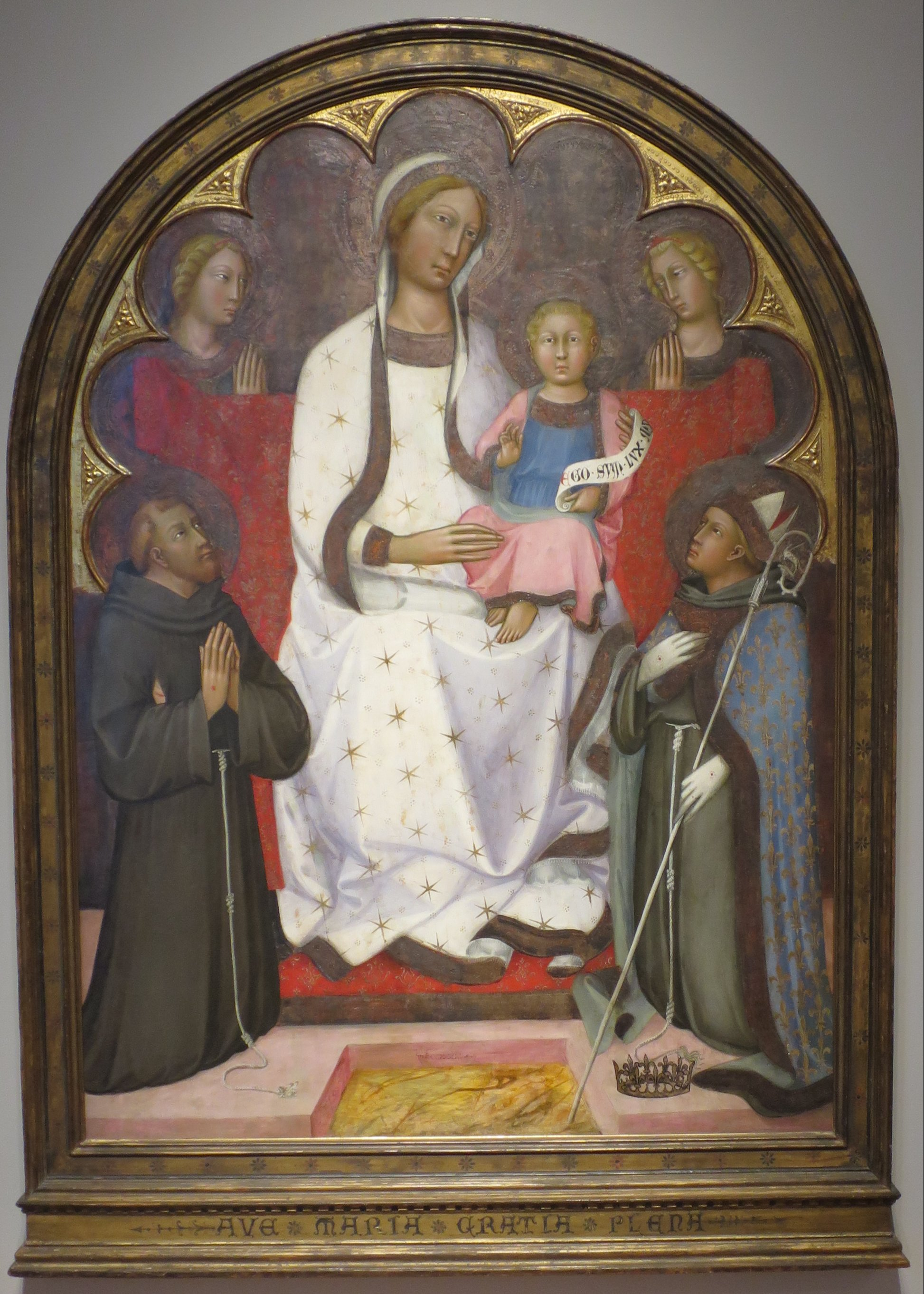
Madone et Enfant avec deux anges, saint François et saint Louis de Toulouse, High Museum of Art, Atlanta, USA.
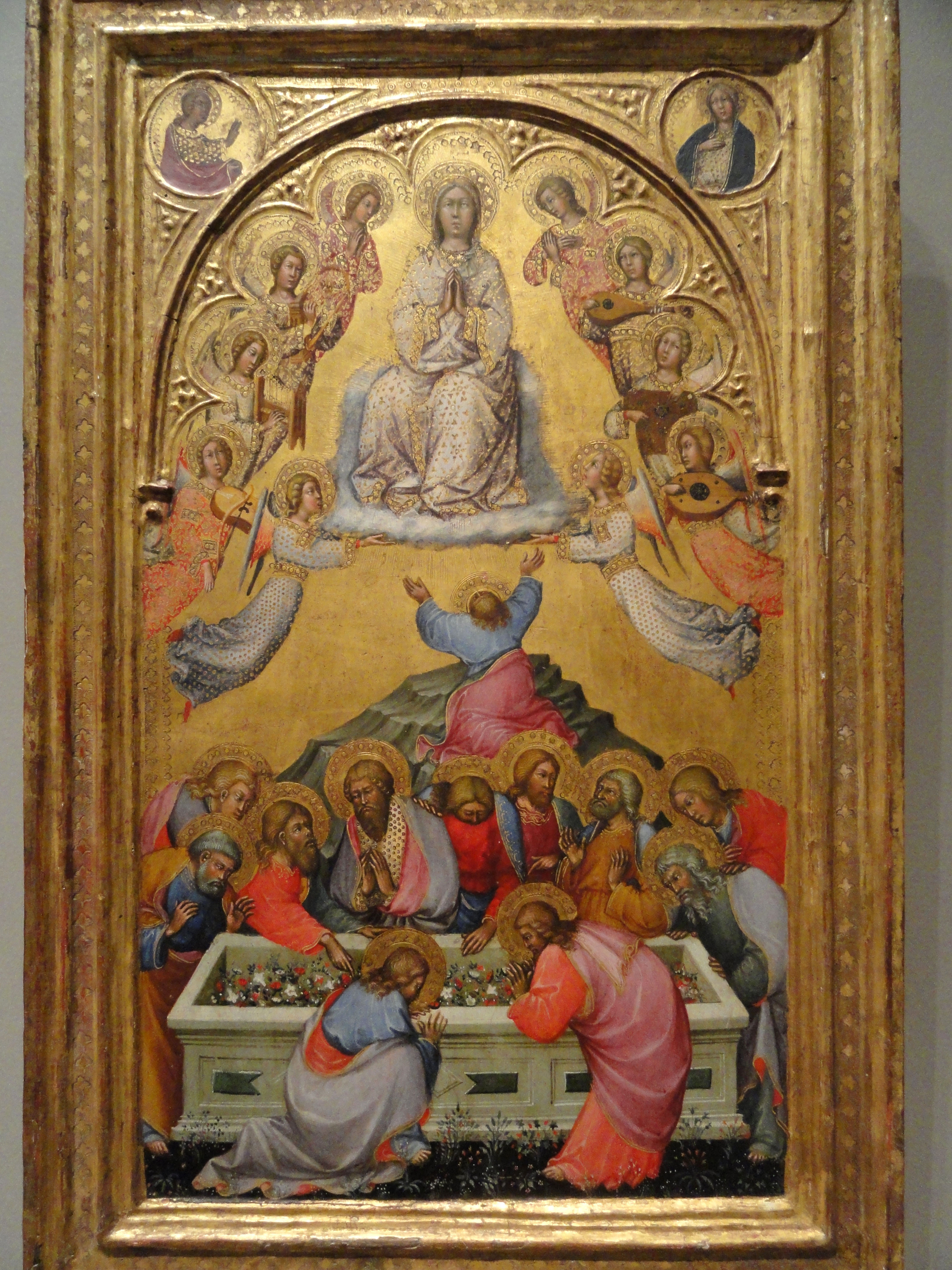
Assomption de la Vierge Marie (v. 1385), National Gallery of Art, Washington, DC, USA.
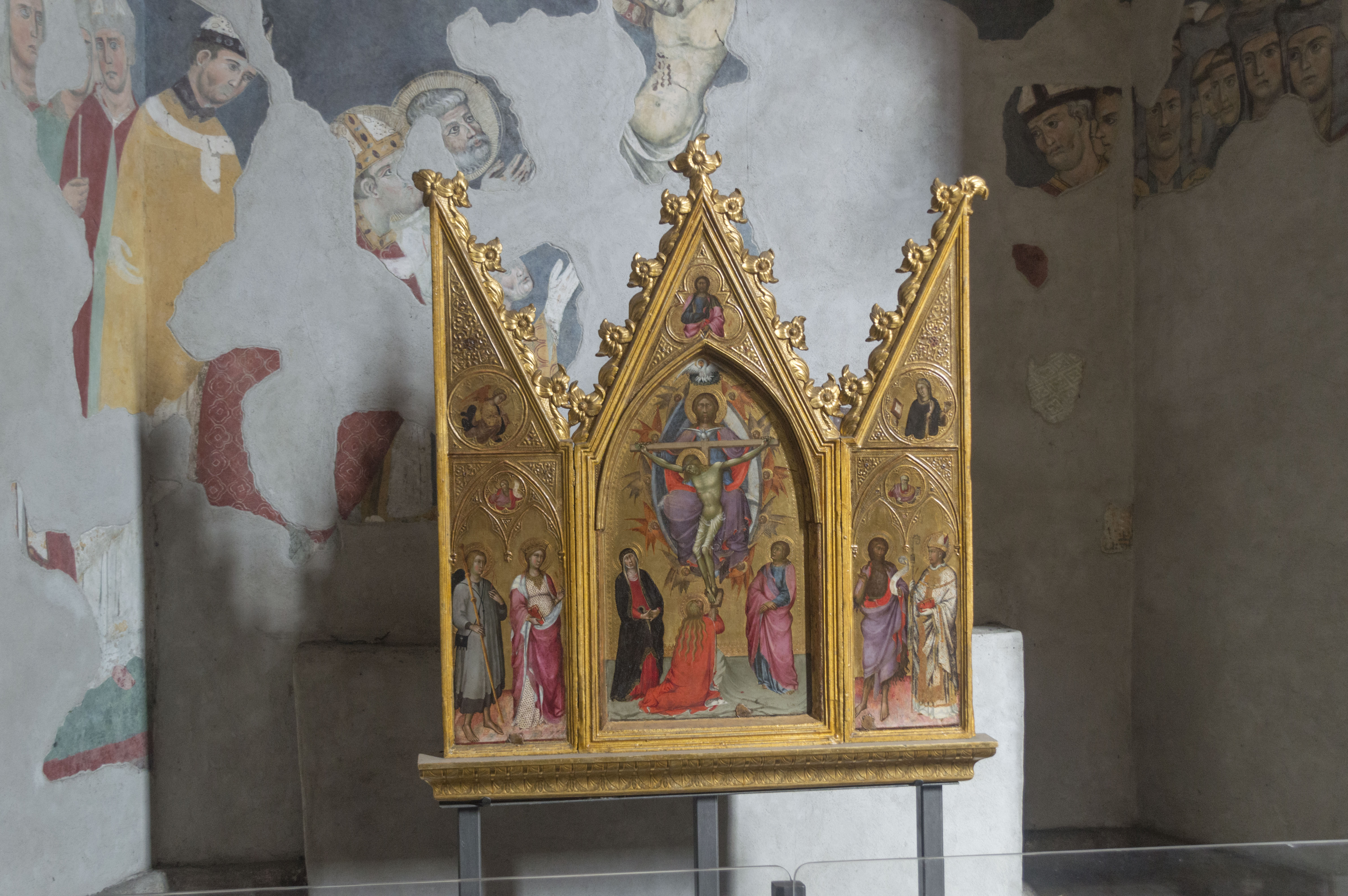
Triptyque, chapelle Capece Minutolo, cathédrale de Naples.
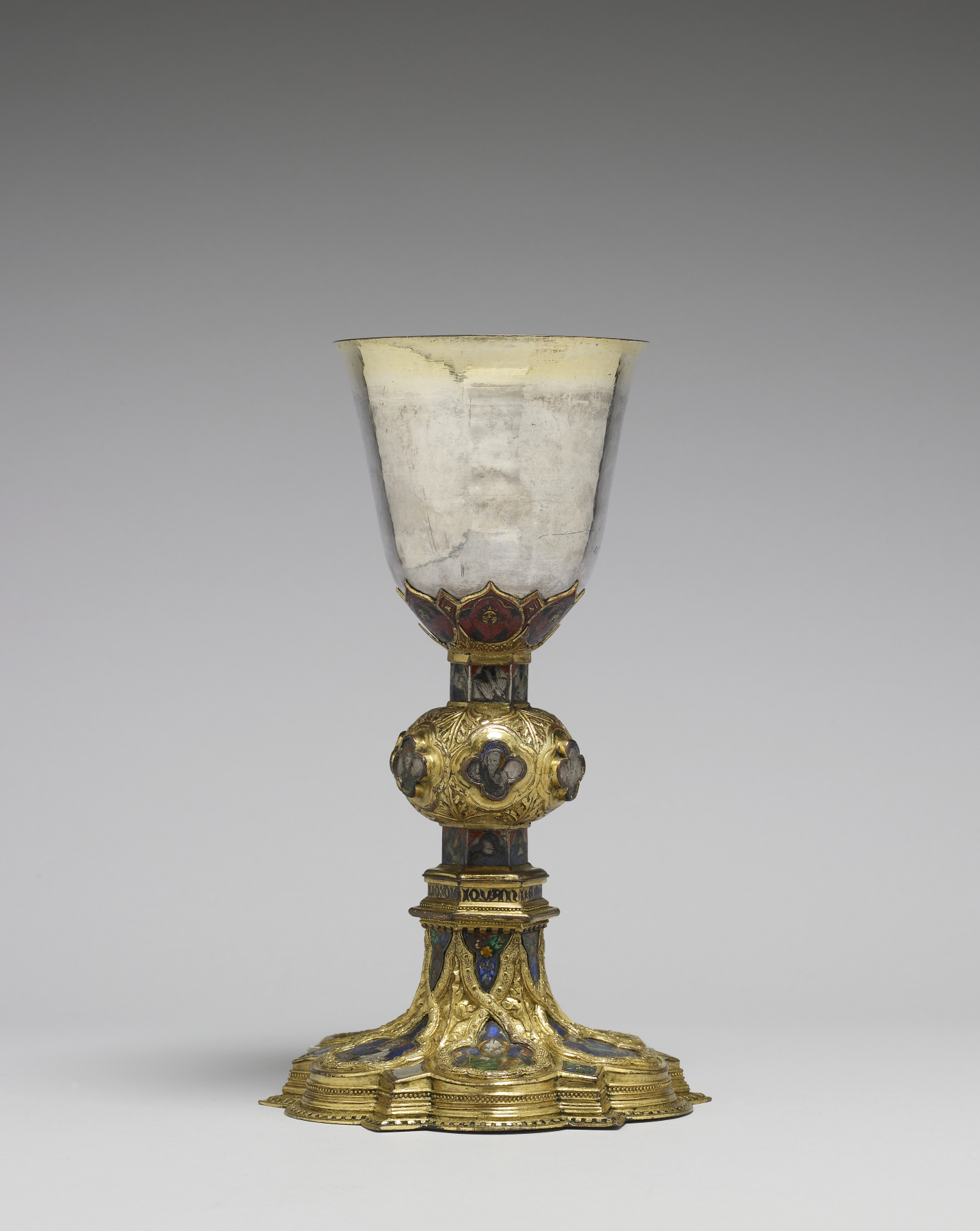
Calice de l'atelier de Paolo di Giovanni Fei.
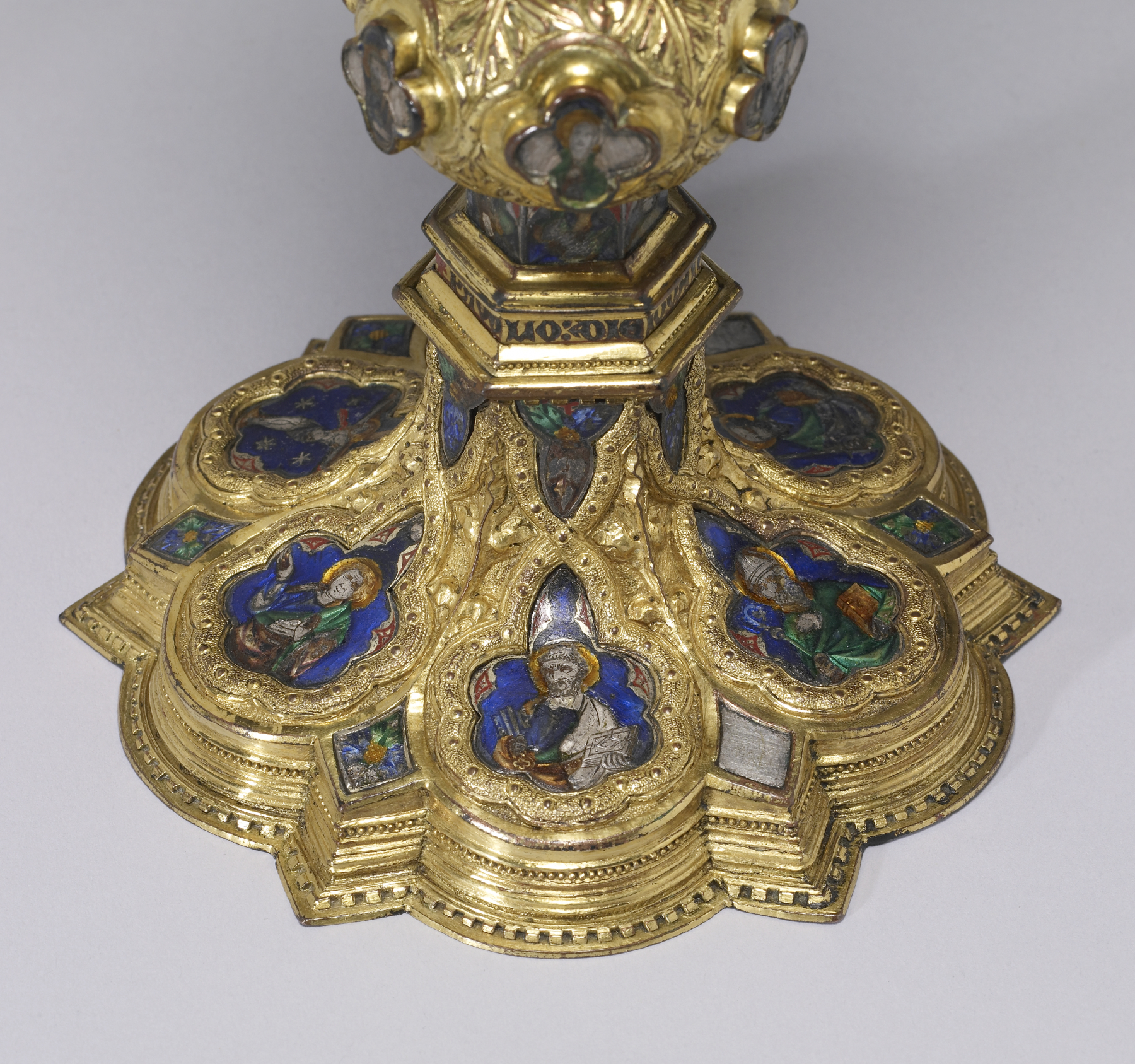
Détail du calice.

## Sources
- (it) Cet article est partiellement ou en totalité issu de l’article de Wikipédia en italien intitulé « Paolo di Giovanni Fei » (voir la liste des auteurs).

- (en) Cet article est partiellement ou en totalité issu de l’article de Wikipédia en anglais intitulé « Paolo di Giovanni Fei » (voir la liste des auteurs).

1. ↑  (it) « Nozze mistiche di Santa Caterina d'Alessandria con angeli e santi; Dio Padre in trono; Annunciazione », sur Catalogue de l'Accademia Carrara de Bergame (consulté le 31 juillet 2025).